# The Milky Way (curta-metragem)
The Milky Way é um filme de animação em curta-metragem estadunidense de 1940 dirigido e escrito por Rudolf Ising. Venceu o Oscar de melhor curta-metragem de animação na edição de 1941.